# Клам
Клам (фр. Clam) насеље је и општина у западној Француској у региону Поату-Шарант, у департману Приморски Шарант која припада префектури Жонзак.
По подацима из 2011. године у општини је живело 399 становника, а густина насељености је износила 58,42 становника/km². Општина се простире на површини од 6,83 km². Налази се на средњој надморској висини од 60 метара (максималној 71 m, а минималној 23 m).

## Демографија
| 1962. | 1968. | 1975. | 1982. | 1990. | 1999. | 2011. |
| ----- | ----- | ----- | ----- | ----- | ----- | ----- |
| 174   | 203   | 216   | 209   | 237   | 283   | 399   |

График промене броја становника у току последњих година